# Børnerådet
55°43′55.7″N 9°06′49.9″Ø / 55.732139°N 9.113861°Ø
Børnerådet er et statsligt råd, der skal sikre børns rettigheder i Danmark i lyset af FN’s Børnekonvention. Det er rådets opgave at tale børns sag og sætte aktuelle spørgsmål om børn og unges liv til debat. Samtidig har rådet en rådgivende funktion over for bl.a. Folketinget, myndigheder og centrale aktører på børne- og ungeområdet. Børnerådet er politisk og økonomisk uafhængigt.
Børnerådet beskæftiger sig med alle sider af børns liv: Skole-, kultur- og fritidsliv, sociale og sundhedsmæssige forhold, børn med særlige behov, børns retsstilling m.v.
Børnerådet behandler ikke konkrete klagesager, men arbejder for børns ret til beskyttelse, omsorg og indflydelse. Derfor inddrager rådet også børnene selv: Børnerådet har et panel med over 3000 børn og unge, der hvert år svarer på spørgsmål om deres børnehave-, skole- og fritidsliv. Dette sker med udgangspunkt i Børnekonventionens artikel 12, der fastslår, at børn altid skal inddrages og høres, når der træffes beslutninger med betydning for dem.
Den 15. august 2023 tiltrådte Bente Boserup som forperson for Børnerådet. Det nuværende råd består desuden af Ditte Reedtz (Mentorbarn), Anders Jacobsen (GymDanmark), Christine Ravn Lund (DUF), Leika Fuglsang (De Anbragtes Vilkår), Rasmus Ladefoged Dinesen (Holmstrupgård og Region Midt), Louise Klinge (børne- og skoleforsker, EDUK) og Stine Jørgensen (professor i social-, ligestillings- og diskriminationsret, KU)

## Historik
Børnerådet blev etableret i 1994, i første omgang som en forsøgsordning. I 1997 besluttede Folketinget at gøre Børnerådet permanent. 
Børnerådet har syv medlemmer, der tilsammen har bred viden om og indsigt i børns udvikling, sundhed, retsstilling, skole-, kultur- og fritidsliv. Børnerådets formand udpeges af socialministeren. De seks øvrige medlemmer udpeges ligeledes af ministeren, men efter indstilling fra en valgforsamling bestående af organisationer med opgaver på børneområdet. Alle medlemmer sidder i rådet med et personligt mandat. Rådsmedlemmerne udpeges for en periode på tre år.
Tidligere formænd tæller blandt andre Mette With Hagensen, Per Larsen, Lisbeth Zornig Andersen  og Per Schultz Jørgensen. 

## Børneportalen
Børnerådet driver hjemmesiden Børneportalen.dk, hvor børn og unge på ét sted kan læse om deres rettigheder, finde vej til hjælp og se, hvordan de klager i det offentlige system